# Тайлер Макгілл
Тайлер Макгілл  (англ. Tyler McGill, 18 серпня 1987) — американський плавець, олімпійський чемпіон.

## Виступи на Олімпіадах
| Олімпіада   | Дисципліна                        | Місце |
| ----------- | --------------------------------- | ----- |
| Лондон 2012 | плавання на 100 метрів, батерфляй | 7     |
| Лондон 2012 | комплексна естафета 4 × 100       | 1     |

## Зовнішні посилання
- Досьє на sport.references.com